# صقر1 (طائرة مسيرة)
صقر1 (بالإنجليزية: Saqr1)‏ هي طائرة دون طيار سعودية، قامت مدينة الملك عبد العزيز للعلوم والتقنية بالكشف عنها في 11 مايو 2017. الطائرة مجهزة بنظام اتصال بالأقمار الصناعية وقادرة على التحليق لمدى يزيد عن 2500 كيلومتر كما أنها قادرة على التحليق بشكل منخفض أو مرتفع.
تعتبر صقر1 أحدث نموذج من طائرات صقر بدون طيار التي تنتجها مدينة الملك عبد العزيز للعلوم والتقنية حيث سبقتها عدة مشاريع سابقة مثل صقر2.
مشروع الطائرة صقر1 هو جزء ضمن مشروع توطين الصناعات الحساسة، حيث ذكرت المدينة التقنية أن الطائرة صُنعت بالسعودية بأيادي سعودية وتم نقل وتوطين تقنيات الصواريخ وأنظمة الاستشعار مثل الكاميرات الحرارية عالية الدقة وأنظمة الليزر بالتعاون مع عدة شركات عالمية.
آخر جيل من طائرة صقر1 هي الطائرة صقر 1 B (تم الإعلان عنها في 2017) وذلك بعد ست سنوات من تطوير الجيل الأول منها (صقر 1 A).

## معلومات تقنية
ذكرت مدينة الملك عبد العزيز للعلوم والتقنية أن طائرة صقر1 تملك هذه المواصفات والمميزات:
- مصنوعة من الألياف الكربونية والزجاجية (أخف وزناً وأقل إستهلاكاً للوقود).
- التحكم والملاحة يتم من محطة أرضية.
- تستطيع حمل صواريخ وقنابل موجهة بالليزر، وإطلاقها من ارتفاعات مختلفة، ومدى يصل إلى 10 كلم، ودقة التصويب تصل إلى أقل من 1.5 ملليمتر.
- قدرتها على التحليق بارتفاع متوسط يصل إلى 20 ألف قدم، لمدة تصل إلى 24 ساعة، مع القدرة على الإقلاع والهبوط التلقائي، واستخدام الباراشوت عند الطوارئ.
- يمكنها حمل كاميرات نهارية وليلية، ومهيئة لتقنيات الحرب الإلكترونية والتشويش والتنصت.